# Janko Vuković
Janko Mihovil Aleksandar Vuković, también llamado Janko Vukovich o von Vukovich, también conocido como Janko Vuković de Podkapelski o Janko Vuković-Podkapelski (Jezerane, 27 de septiembre de 1871 - 1 de noviembre de 1918) fue un marino croata que sirvió en la Marina Austro-Húngara. Estudió en la Academia Naval de Fiume (actual Rijeka), y en su carrera naval obtuvo el mando del acorazado pre-dreadnought de la clase Habsburg, el SMS Babenberg, el crucero rápido SMS Admiral Spaun, y ascendió hasta llegar a mandar el buque insignia de la flota del recién proclamado Estado de los Eslovenos, Croatas y Serbios, el acorazado tipo dreadnought Viribus Unitis al final de la Primera Guerra Mundial.
El 29 de octubre de 1918 el Consejo Nacional de los Eslovenos, Croatas y Serbios rompieron todas las relaciones con Austria y Hungría, proclamando el nuevo Estado de los Eslovenos, Croatas y Serbios. Posteriormente el Emperador Carlos cedió la totalidad de la Marina Austro-Húngara y la flota mercante, con todos sus puertos, arsenales y fortificaciones costeras al Consejo Nacional del Estado (31 de octubre de 1918). Cuando los representantes del Consejo Nacional llegaron a la base naval de Pula el 31 de octubre, el comandante en jefe, el almirante Miklós Horthy, preguntó a quién debía entregar el mando de la flota. Los representantes no habían considerado el asunto, y tras algunas discusiones aceptaron la sugerencia de Horthy, de poner a Vuković, quien fue ascendido a contralmirante y nombrado comandante en jefe de la armada del nuevo país cuando la bandera de Horthy fue bajada a las 5 de la tarde.
Durante la noche, un equipo italiano de sabotaje procedente de una próxima lancha torpedera MAS, que no tenían constancia de la creación del nuevo Estado, y de su no-beligerancia, penetraron en el puerto, valiéndose de un torpedo humano autopropulsado denominado por su inventor como mignatta (sanguijuela), y colocaron dos minas lapa del tipo XT, de 200 kg, bajo el casco del Viribus Unitis, preparado para estallar a las 6:30 h. en punto. El equipo de dos hombres fue capturado y llevado a bordo del Viribus Unitis, donde se informó a Vuković de lo que habían hecho.
Vuković ordenó trasladar a los prisioneros (Raffaele Paolucci y Raffaele Rossetti) por seguridad al acorazado gemelo Tegetthof, y ordenó la evacuación de la nave. Pero la explosión no ocurrió a las 6:30 h. como esperaban, y Vukovic regresó a la nave con muchos marinos de su tripulación para intentar localizar las minas-lapa y desactivarlas, por lo que se mantuvo en su barco cuando la mina explosionó poco después, a las 6:44 h., y se hundió la nave. Perecieron entre 300 y 400 hombres de su tripulación, Vuković incluido al ser herido mortalmente mientras trataba de ponerse a salvo a nado cuando un madero le cayó encima por efecto de la explosión. 
Vuković había sido comandante en jefe de la flota de su país por casi doce horas.